# Daegu FC
Der Daegu Football Club ist ein südkoreanisches Fußballfranchise aus Daegu. Aktuell spielt das Franchise in der K League 1, der höchsten Spielklasse Südkoreas.

## Geschichte
Das Franchise wurde 2002 gegründet und nahm 2003 den Spielbetrieb auf.
Danach erreichte die Mannschaft immer nur Platzierungen im Mittelfeld. Die beste Platzierung war ein 7. Platz im Jahre 2006.
2013 wurde das Franchise mit dem 13. Platz Vorletzter der K League Classic und stieg in die K League Challenge ab.

## Erfolge
- Südkoreanischer Pokalsieger: 2018
- Südkoreanischer Pokalfinalist: 2021
- Südkoreanischer Zweitligavizemeister: 2016

## Stadion
Bis 2018 trug der Verein seine Heimspiele im 19.467 Zuschauer fassenden Daegu-Stadium in Daegu aus. Seit der Saison 2019 trägt der Club seine Heimspiele im neuerrichteten DGB Daegu Bank Park in Daegu aus. Das Stadion hat ein Fassungsvermögen von 12.415 Zuschauern. Bis zur Fertigstellung trug das Stadion den Namen Forest Arena. Zur Eröffnung sicherte sich die Daegu Bank die Namensrechte, weshalb das Stadion seitdem den Namen DGB Daegu Bank Park trägt.
Koordinaten DGB Daegu Bank Park :
35° 52′ 52,7″ N, 128° 35′ 18″ O

## Trainer seit 2002
| Name                   | von               | bis               |
| ---------------------- | ----------------- | ----------------- |
| Park Jong-hwan         | 24. Oktober 2002  | 6. November 2006  |
| Byun Byung-joo         | 1. Dezember 2006  | 17. Dezember 2009 |
| Lee Young-jin          | 23. Dezember 2009 | 31. Oktober 2011  |
| Moacir Pereira         | 10. November 2011 | 29. November 2012 |
| Dang Sung-jeung        | 3. Dezember 2012  | 23. April 2013    |
| Baek Jong-chul         | 23. April 2013    | 30. November 2013 |
| Choi Deok-ju           | 20. Dezember 2013 | 18. November 2014 |
| Lee Young-jin          | 24. November 2014 | 12. August 2016   |
| Son Hyun-jun           | 12. August 2016   | 22. Mai 2017      |
| André Gaspar           | 22. Mai 2017      | 28. Januar 2010   |
| Lee Byung-keun         | 6. Februar 2020   | 20. Dezember 2021 |
| Alexandre Gama         | 22. Dezember 2021 | 14. August 2022   |
| Choi Won-kwon          | 14. August 2022   | 19. April 2024    |
| Jung Seon-ho (Interim) | 20. April 2024    | 22. April 2024    |
| Park Chang-hyeon       | 23. April 2024    |                   |

## Saisonplatzierung
| Saison | Liga       | Level | Teams | Position | FA Cup        |
| ------ | ---------- | ----- | ----- | -------- | ------------- |
| 2003   | K League 1 | 1     | 12    | 11.      | Viertelfinale |
| 2004   | K League 1 | 1     | 13    | 10.      | Vorrunde      |
| 2005   | K League 1 | 1     | 13    | 8.       | Viertelfinale |
| 2006   | K League 1 | 1     | 14    | 7.       | Viertelfinale |
| 2007   | K League 1 | 1     | 14    | 12.      | Achtelfinale  |
| 2008   | K League 1 | 1     | 14    | 11.      | Halbfinale    |
| 2009   | K League 1 | 1     | 15    | 15.      | Viertelfinale |
| 2010   | K League 1 | 1     | 15    | 15.      | Vorrunde      |
| 2011   | K League 1 | 1     | 16    | 12.      | Vorrunde      |
| 2012   | K League 1 | 1     | 16    | 10.      | Achtelfinale  |
| 2013   | K League 1 | 1     | 14    | 13. ▼    | Vorrunde      |
| 2014   | K League 2 | 2     | 10    | 7.       | Vorrunde      |
| 2015   | K League 2 | 2     | 11    | 2.       | Vorrunde      |
| 2016   | K League 2 | 2     | 11    | 2. ▲     | Vorrunde      |
| 2017   | K League 1 | 1     | 12    | 8.       | Vorrunde      |
| 2018   | K League 1 | 1     | 12    | 7.       | Sieger        |
| 2019   | K League 1 | 1     | 12    | 5.       | Achtelfinale  |
| 2020   | K League 1 | 1     | 12    | 5.       | Achtelfinale  |
| 2021   | K League 1 | 1     | 12    | 3.       | 2. Platz      |
| 2022   | K League 1 | 1     | 12    | 8.       | Halbfinale    |
| 2023   | K League 1 | 1     | 12    | 6.       | Achtelfinale  |
| 2024   | K League 1 | 1     | 12    |          | 3. Runde      |